# Dom Pedro de Alcântara
Dom Pedro de Alcântara is een gemeente in de Braziliaanse deelstaat Rio Grande do Sul. De gemeente telt 2.851 inwoners (schatting 2009).

## Verkeer en vervoer
De plaats ligt aan de noord-zuidlopende weg BR-101 tussen Touros en São José do Norte.